# San José de Turuachito
San José de Turuachito är en ort i Mexiko.   Den ligger i kommunen Guadalupe y Calvo och delstaten Chihuahua, i den nordvästra delen av landet, 1 100 km nordväst om huvudstaden Mexico City. San José de Turuachito ligger 2 127 meter över havet och antalet invånare är 105.
Terrängen runt San José de Turuachito är huvudsakligen kuperad. San José de Turuachito ligger nere i en dal. Runt San José de Turuachito är det mycket glesbefolkat, med 6 invånare per kvadratkilometer. Närmaste större samhälle är Turuachi, 5,4 km norr om San José de Turuachito. I omgivningarna runt San José de Turuachito växer huvudsakligen savannskog.